# Pfalzstraße (Düren)

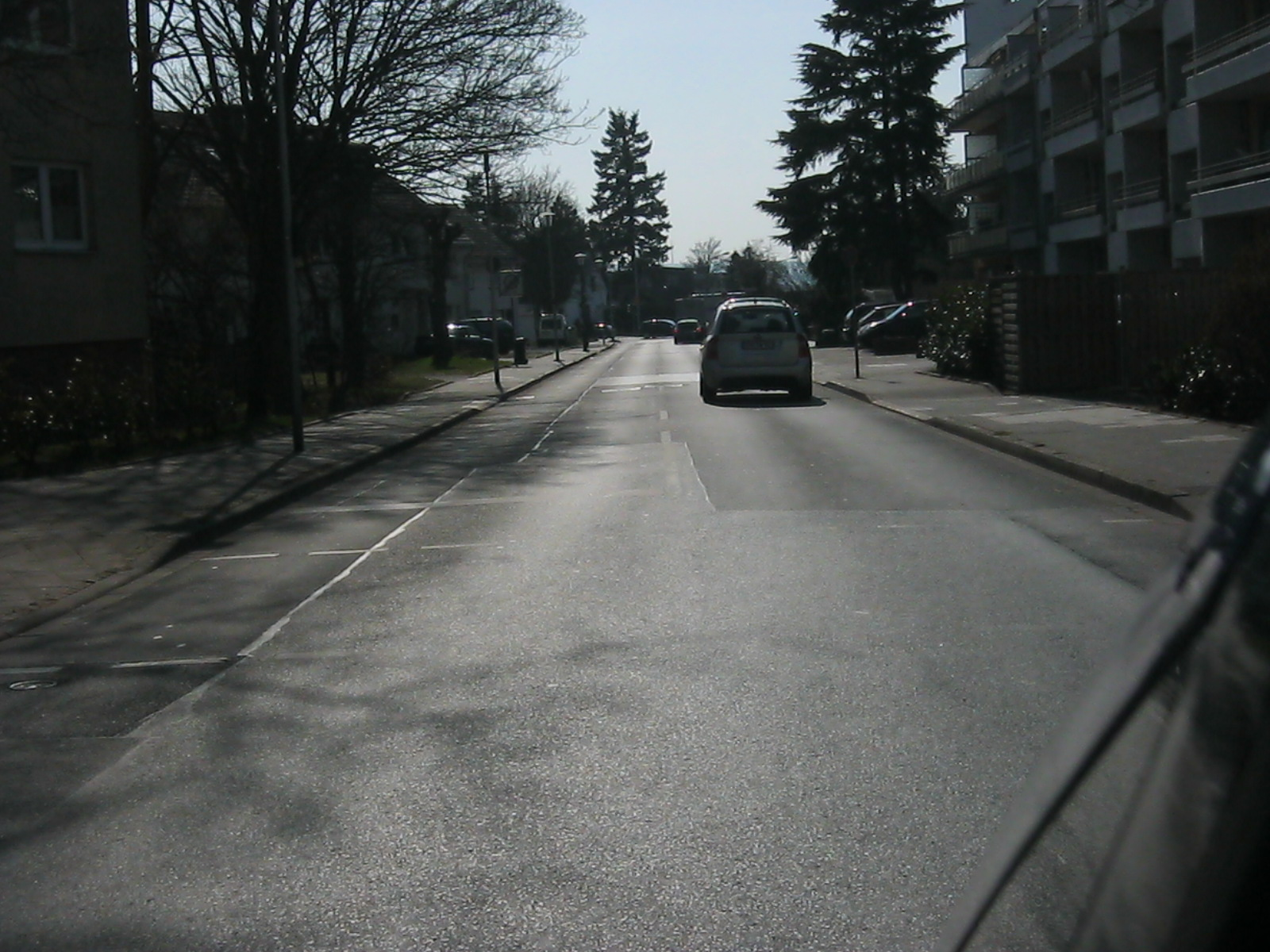
Die Pfalzstraße

Die Pfalzstraße in der Kreisstadt Düren (Nordrhein-Westfalen) ist eine Innerortsstraße. Sie ist Teil einer wichtigen West-Ost-Hauptverkehrsstraße.
Der Straßenzug Oststraße, Pfalzstraße, Nörvenicher Straße verbindet die Satellitenstadt mit der Innenstadt. Die Pfalzstraße beginnt an der Euskirchener Straße und endet an der Binsfelder Straße. Früher hieß auch dieser Teil Oststraße. Sie wurde in den 1970er Jahren umbenannt.